# Southern-Cross-Expedition

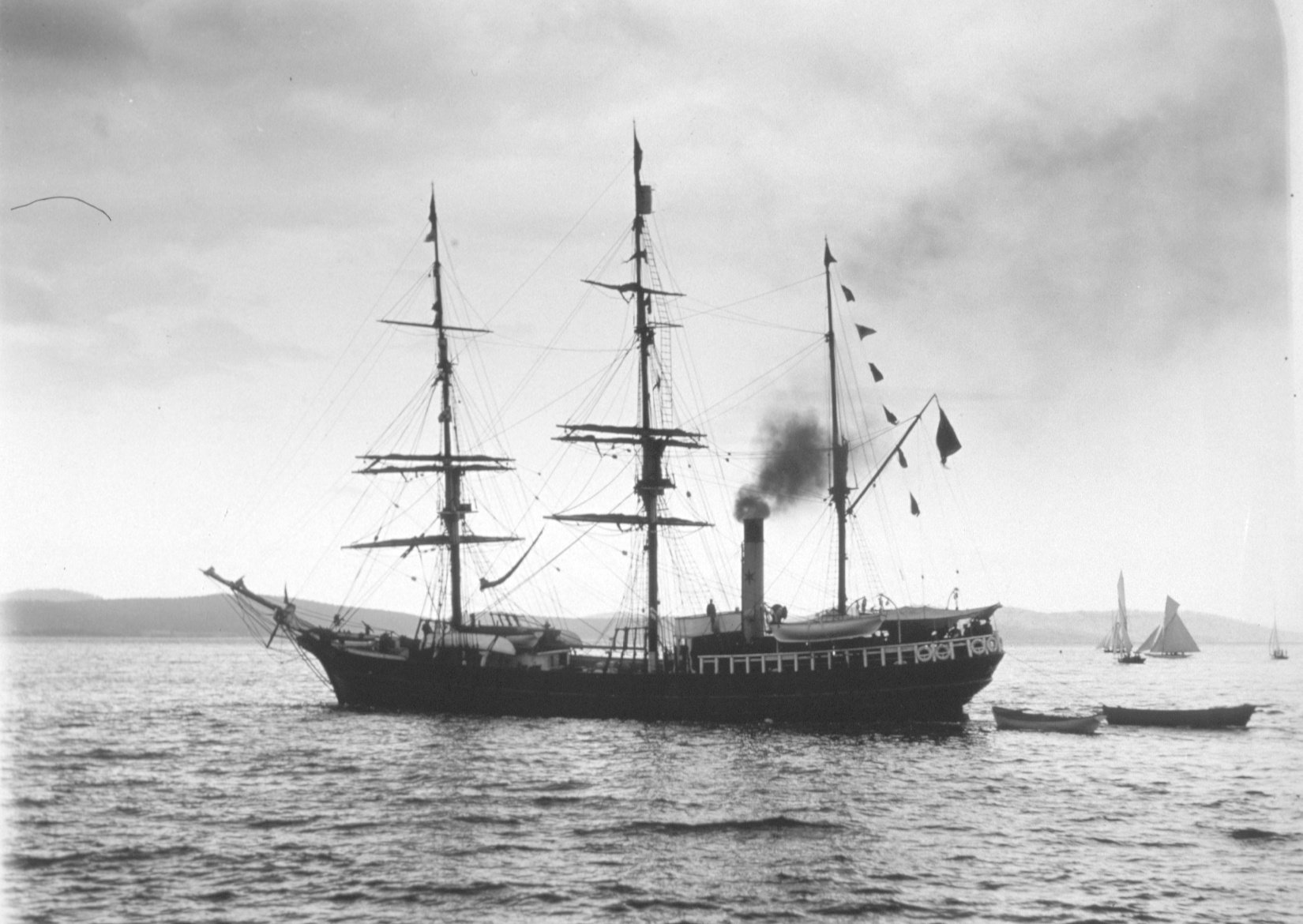
Das Forschungsschiff Southern Cross auf dem Derwent River vor der Abfahrt in die Antarktis (1898)

Die Southern-Cross-Expedition (offizielle Bezeichnung Britische Antarktis-Expedition 1898–1900) war die erste Forschungsreise des sogenannten Goldenen Zeitalters der Antarktisforschung unter britischer Federführung. Geleitet wurde sie vom Norweger Carsten Egeberg Borchgrevink. Es war die erste Expedition, bei der Teilnehmer auf dem antarktischen Festland überwinterten. Weitere Pionierleistungen waren das erstmalige Betreten der Großen Eisbarriere (heute als Ross-Schelfeis bekannt) sowie der Gebrauch von Hunden und Schlitten als Transportmittel in der Antarktis. Die Southern-Cross-Expedition gilt gemeinhin als Wegbereiter der weitaus bekannteren britischen Antarktis-Expeditionen unter der Leitung von Robert Falcon Scott und Ernest Shackleton.
Die Forschungsreise wurde im Wesentlichen aus dem Privatvermögen des britischen Verlegers George Newnes (1851–1910) finanziert. Nach der Abreise aus England im August 1898 auf dem dampfgetriebenen Segelschiff Southern Cross, das der Expedition ihren Namen gab, schlug die zehnköpfige Landungsmannschaft um Borchgrevink ihr Winterquartier 1899 am Kap Adare an der nordöstlichen Spitze von Viktorialand auf. Von dort aus wurde ein umfangreiches wissenschaftliches Beobachtungsprogramm absolviert, wenngleich die schwierigen Geländeverhältnisse im Untersuchungsgebiet ausgedehnte Erkundungsmärsche in das antarktische Inland verhinderten. Im Januar 1900 verließ die Mannschaft Kap Adare, um der Route von James Clark Ross sechzig Jahre zuvor folgend zur Großen Eisbarriere zu gelangen. Nach Anlandung auf der Schelfeistafel unternahm Borchgrevink zusammen mit William Colbeck (1871–1930) und Per Savio (1877–1905) am 16. Februar 1900 eine Schlittenexkursion, bei der die drei Männer bei 78° 50’ S einen neuen Südrekord aufstellten.
Der Empfang der Expeditionsteilnehmer bei ihrer Rückkehr nach England durch die Royal Geographical Society war äußerst verhalten angesichts der Vorbereitungen, welche die Gelehrtengesellschaft für die anstehende Discovery-Expedition unter der Leitung von Robert Falcon Scott traf. Zudem wurden Borchgrevinks Führungsqualitäten angezweifelt und der vermeintlich geringe Erkenntnisgewinn, den die Expedition erbrachte, kritisiert. Ungeachtet seiner bahnbrechenden Leistungen bei der Entwicklung von Überlebensstrategien und Transportmöglichkeiten in der Antarktis erreichte Borchgrevink als Expeditionsleiter nie das Ansehen und die Bewunderung, die seinen Nachfolgern Scott und Shackleton entgegengebracht wurden. Einzig sein Landsmann und Südpoleroberer Roald Amundsen erkannte an, dass die Southern-Cross-Expedition bei der Überwindung von Hindernissen in Antarktisreisen entscheidende Beiträge geleistet und den Weg für alle nachfolgenden Expeditionen geebnet hat.

## Vorgeschichte

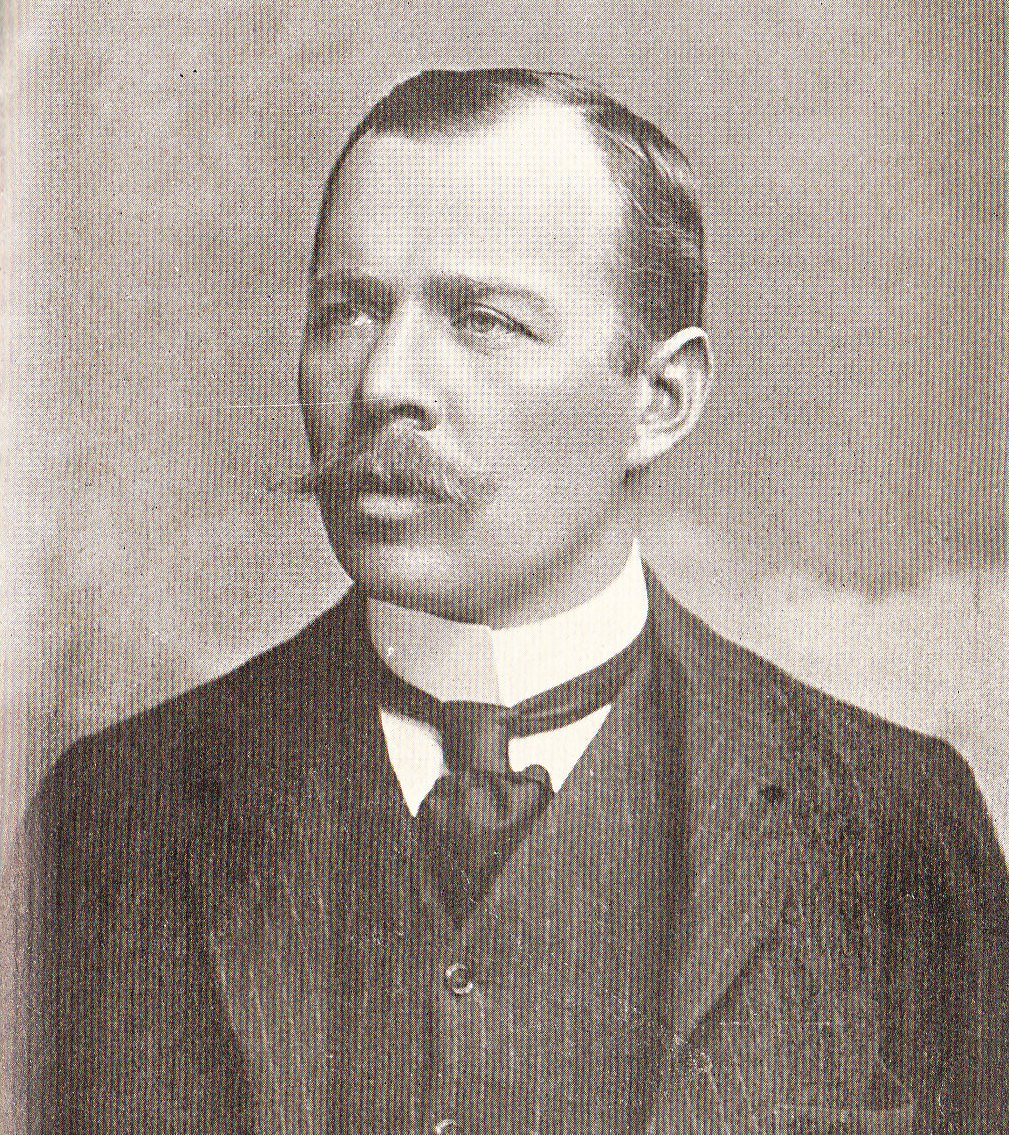
Der Leiter der Southern-Cross-Expedition Carsten Egeberg Borchgrevink

Der 1864 in Oslo als Sohn eines norwegischen Vaters und einer englischen Mutter geborene Carsten Egeberg Borchgrevink wanderte 1888 nach Australien aus, wo er zunächst als Landvermesser und Geologe arbeitete, bevor er Lehrer im Schuldienst in New South Wales wurde. Ab 1894 nahm er an der von Henryk Bull geleiteten Antarctic-Expedition (1894–1895) teil, die das Ziel hatte, neue Walfanggründe vor der Küste der Antarktis zu erschließen. Während dieser Expedition betrat Borchgrevink am 24. Januar 1895 vermeintlich als erster Mensch am Kap Adare antarktisches Festland. Er kam während dieser Reise zu der Überzeugung, dass die Region um das Kap bestens geeignet sei für eine zukünftige Expedition mit dem Ziel, das Innere des antarktischen Kontinents zu erkunden.
Im festen Glauben eine derartige Forschungsreise selbst leiten zu können, bemühte sich Borchgrevink in den kommenden drei Jahren in Australien und England um finanzielle Unterstützung. Trotz ermutigender Stellungnahmen der Royal Geographical Society (RGS), bei deren Sechstem Internationalen Antarktiskongress er im August 1895 seine Pläne vorlegte, war er dabei zunächst erfolglos. In Wirklichkeit hielt die RGS eigene Pläne für eine groß ausgelegte Antarktisexpedition, die spätere Discovery-Expedition, zurück. Deren Schirmherr und Präsident der RGS Sir Clements Markham sah in Borchgrevink lediglich einen ausländischen Konkurrenten und Eindringling. Schließlich konnte Borchgrevink den Verleger George Newnes dazu bewegen, die gesamten Kosten seines Vorhabens in Höhe von £ 40.000 (heute rund £ 6.012.000 [£ 1 = 1,188 €]) zu übernehmen. Newnes’ Unterstützung für Borchgrevink versetzten Markham und die RGS in helle Aufregung, da die Geldsumme ausgereicht hätte, „die Nationale Expedition [gemeint war die Discovery-Expedition] auf die Beine zu stellen.“
Newnes knüpfte zwei Bedingungen an die Finanzierung der Expedition: Das Forschungsschiff sollte unter britischer Flagge fahren und die ganze Unternehmung als Britische Antarktis-Expedition bezeichnet werden. Borchgrevink stimmte bereitwillig zu, obwohl lediglich zwei Mitglieder der gesamten Expeditionsmannschaft aus England stammten. Diese Begleitumstände riefen den Zorn und die Missachtung Markhams für Borchgrevinks Forschungsreise hervor. Besonders zu spüren bekam dies der RGS-Bibliothekar Hugh Robert Mill (1861–1950), den Markham für die Teilnahme an der Abschiedsfeier der Expedition abstrafte. Dort hatte Mill auf deren Gelingen angestoßen und es in seiner Tischrede als „Schande für den menschlichen Unternehmungsgeist“  bezeichnet, dass im Fall der Antarktis bisher so wenig Forschungsarbeit geleistet worden sei und verband dies mit der Hoffnung, dass „die Großzügigkeit von Sir George Newnes und der Mut von Mr. Borchgrevink diese Schande beseitigen werden.“

### Ziele der Expedition
Borchgrevinks Interessen bei der Durchführung der Expedition waren in erster Linie wissenschaftlicher und geographischer aber auch wirtschaftlicher Natur. So dachte er, wenn auch nur vorübergehend, über die Gründung einer Firma zum Abbau der großen Guanovorkommen nach, auf die er bereits bei der Antarctic-Expedition gestoßen war. In zahlreichen Schreiben an wissenschaftliche Gesellschaften hob er das umfangreiche Wissenschaftsprogramm seiner Expedition hervor einschließlich seiner Absicht, den genauen Ort des antarktischen magnetischen Pols zu lokalisieren. Obwohl seine wissenschaftlichen Mitarbeiter recht unerfahren waren, deckten sie ein breites Spektrum unterschiedlichster Disziplinen ab. Unter ihnen waren Geographen, Magnetologen, Biologen, Zoologen und Tierpräparatoren. Borchgrevink hoffte, neben wissenschaftlichen Leistungen auch spektakuläre geographische Entdeckungen vorweisen zu können. Sogar einen möglichen Marsch zum geographischen Südpol zog er in Erwägung. In Unkenntnis über die genauen Bedingungen, auf die die Expeditionsteilnehmer in ihrem Winterquartier am Kap Adare stoßen sollten, war ihm nicht bewusst, dass die dortige Beschaffenheit des Geländes ein Vordringen in das Innere des antarktischen Kontinents von vornherein unmöglich machte.

### Expeditionsschiff

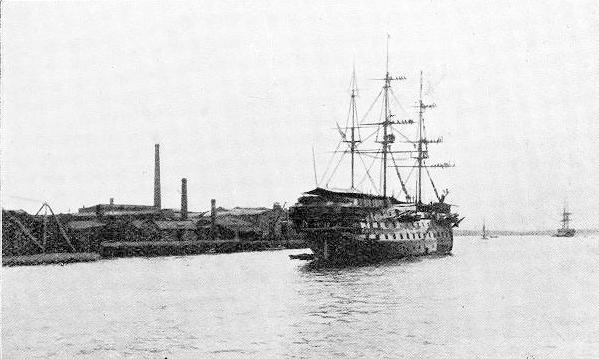
Die Southern Cross vor der Abfahrt in London

Mit dem bereitgestellten Kapital kaufte Borchgrevink den 1886 vom norwegischen Schiffsbauer Colin Archer in Arendal gebauten Walfänger Pollux. Archer hatte ebenfalls das berühmte norwegische Expeditionsschiff Fram entworfen und gebaut, mit dem Fridtjof Nansen bei seiner Arktisexpedition 1893–1896 einen neuen Nordrekord (86° 13,6’ N) aufgestellt hatte. Die Pollux, die Borchgrevink umgehend in Southern Cross umbenannte, war eine Dreimastbark von 570 Tonnen Verdrängung mit Rahsegeln an Fock- und Großmast sowie Gaffelsegeln am Besanmast. Der Dampfmotor wurde nach Borchgrevinks Vorgaben im norwegischen Fredrikstad instand gesetzt. Obwohl Clements Markham öffentlich erhebliche Zweifel an der Seetüchtigkeit des Schiffes äußerte (wahrscheinlich, um Borchgrevink in Misskredit zu bringen), war die Southern Cross mit allem ausgestattet, was für eine Fahrt in antarktische Gewässer erforderlich war. So konnte die zweiblättrige Antriebsschraube an Bord gehievt werden, um bei entsprechendem Eisdruck Beschädigungen zu vermeiden. Nach Abschluss der Expedition teilte die Southern Cross das Schicksal manch anderen Expeditionsschiffs, wie beispielsweise der Nimrod oder der Aurora. Sie wurde an die Neufundländische Robbenfanggesellschaft verkauft und sank am 31. März 1914 in einem Sturm vor der Küste Neufundlands. Die gesamte 174-köpfige Mannschaft kam dabei ums Leben.

### Expeditionsmannschaft

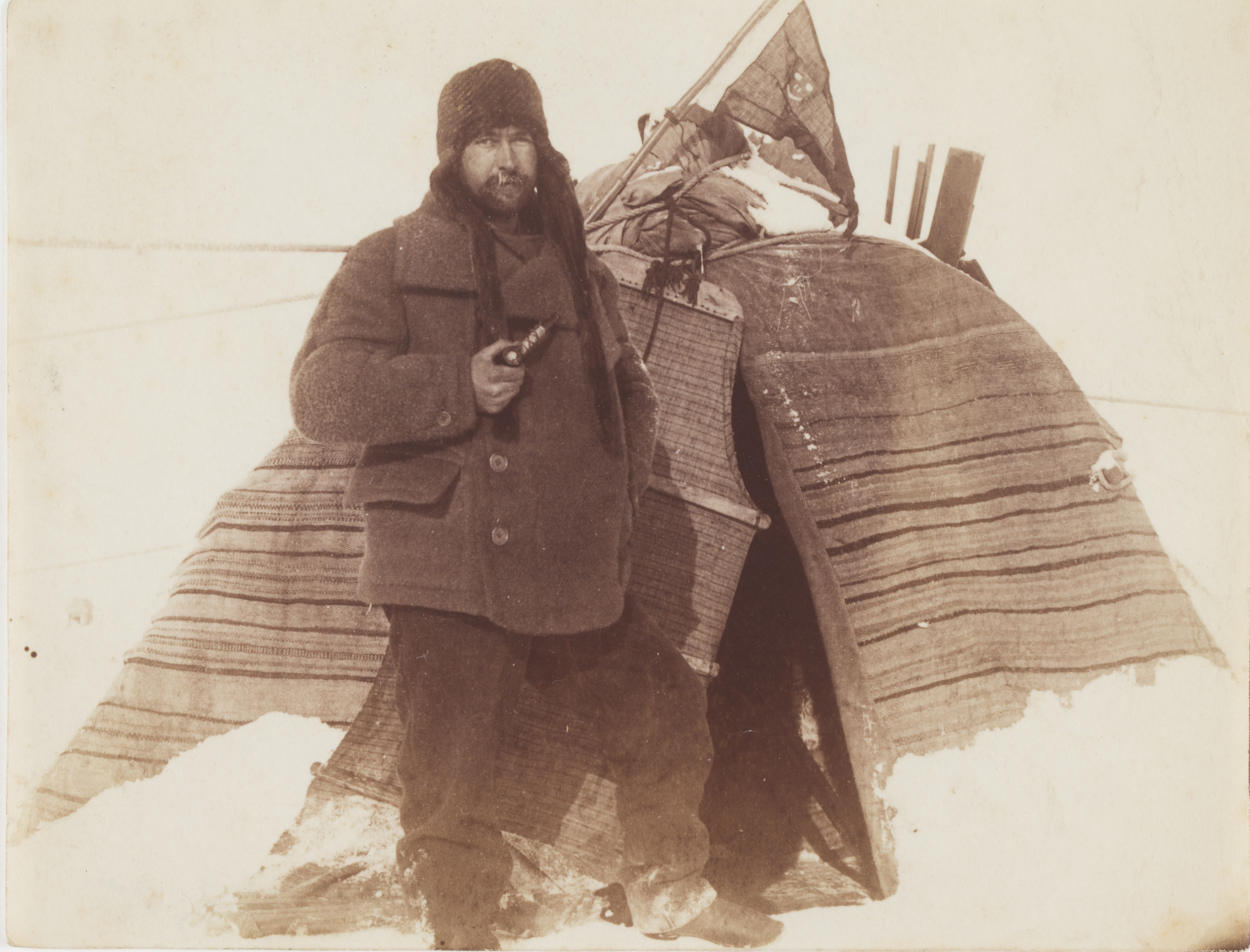
William Colbeck vor der Observationshütte am Kap Adare

Die zehnköpfige Landungsmannschaft, die am Kap Adare überwintern sollte, bestand aus Borchgrevink, fünf Wissenschaftlern, einem Arzt, einem Koch und zwei Hundeführern. Unter ihnen waren sieben Norweger, zwei Engländer und ein Australier.
Unter den Wissenschaftlern befand sich der australische Physiker und Astronom Louis Bernacchi. Dieser sollte eigentlich schon an der Belgica-Expedition (1897–1899) unter Adrien de Gerlache de Gomery teilnehmen. Hierzu kam es jedoch nicht, da das Expeditionsschiff auf dem Weg in die Antarktis nicht wie geplant Melbourne anlief, so dass Bernacchi dort vergeblich auf seine Abholung wartete. Stattdessen bewarb er sich nach einer Fahrt nach London direkt bei Borchgrevink zur Teilnahme an dessen Expedition. Bernacchis Reisebericht unter dem Titel To the South Polar Regions von 1901 enthielt kritische Anmerkungen zu Borchgrevinks Führungsqualitäten, ließ jedoch keinen Zweifel über die wissenschaftlichen Erfolge der Expedition. Nach Abschluss der Southern-Cross-Expedition kehrte Bernacchi 1901 als Physiker auf der Discovery-Expedition in die Antarktis zurück. Ein weiteres Mannschaftsmitglied, das später an der Discovery-Expedition teilnahm (als Kapitän des zweiten Rettungsschiffs Morning), war der Engländer William Colbeck (1871–1930). Colbeck war ein erfahrener Seemann und diente als Leutnant in der Royal Naval Reserve (RNR).
Der leitende Zoologe der Expedition war der Norweger Nicolai Hanson von der Universität Oslo. Ihm assistierte Hugh Blackwell Evans (1874–1975), der Sohn eines Vikars aus Bristol, der drei Jahre auf einer Ranch in Kanada verbracht und bereits an einer Schiffsreise zur Robbenjagd auf den Kerguelen teilgenommen hatte. Der als Arzt tätige Herluf Kløvstad (1868–1900) war zuvor in einer Nervenheilanstalt in Bergen beschäftigt. Anton Fougner (1870–1932) wurde als wissenschaftlicher Assistent und „Mädchen für Alles“ rekrutiert. Als Koch und Zimmermann verpflichtete Borchgrevink Kolbein Ellifsen (1874–1928). Die jüngsten Teilnehmer der Expedition waren die beiden norwegischen Samen Ole Must (1878–1934) und Per Savio (1877–1905), die als Hundeführer fungierten.
Die Schiffsmannschaft unter dem Kommando von Kapitän Bernard Jensen (1853–?) setzte sich aus 19 norwegischen Seeleuten und dem schwedischen Steward Lars Andersen (1850–?) zusammen. Jensen verfügte über eine rund 20-jährige Erfahrung im Navigieren in polaren Gewässern. Bereits 1894–1895 hatte er zusammen mit Borchgrevink und Henryk Bull an der Antarctic-Expedition teilgenommen.

## Expeditionsreise

### Fahrt zum Kap Adare

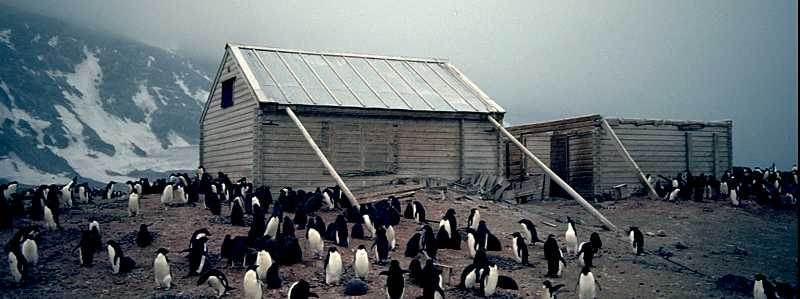
Das Winterquartier am Kap Adare

Die Southern Cross verließ London am 22. August 1898 im Beisein des damaligen Duke of York und späteren Königs Georg V., der den Expeditionsteilnehmern zum Abschied einen Union Jack überreichte. An Bord befanden sich neben der Mannschaft, Ausrüstungsgegenständen und Versorgungsgütern auch 90 Grönlandhunde und sibirische Huskies, die als erste Schlittenhunde in der Antarktis zum Einsatz kommen sollten. Nach einem Zwischenaufenthalt in Hobart auf Tasmanien stach das Expeditionsschiff am 19. Dezember mit Kurs Kap Adare in See. Der südliche Polarkreis wurde am 23. Januar 1899 überquert. Das Schiff war zwischenzeitlich im Packeis gefangen, so dass Kap Adare erst am 16. Februar gesichtet und am Folgetag erreicht wurde. Bernacchi hielt seinen Eindruck beim ersten Anblick des antarktischen Festlands in seinem Tagebuch fest: „Eine Landschaft, so schrecklich in ihrer Kargheit, welche man nur am äußersten Ende des Globus erleben kann; wahrlich ein Land von unübertroffener Trostlosigkeit.“
Entdecker des Kaps war James Clark Ross während seiner Antarktis-Reise (1839–1843). Unterhalb des Kaps befindet sich eine Landzunge, an der Borchgrevink zusammen mit Henryk Bull bereits 1895 angelandet war. Diese Landzunge ist der Ort der größten Brutkolonie von Adeliepinguinen auf dem gesamten antarktischen Kontinent. Borchgrevink befand schon bei der ersten Anlandung, dass „dieser Ort genügend Platz für feste Unterkünfte, Zelte und Proviant bietet.“ Zudem stellten die Pinguine eine willkommene Abwechslung auf dem Speiseplan und deren Fett eine zusätzliche Brennstoffquelle für die Zeit der Überwinterung dar.
Das Entladen des Schiffes begann am 17. Februar. Als Erstes wurden die Schlittenhunde an Land gebracht. Die mit ihrer Versorgung betrauten Hundeführer Must und Savio waren die ersten Menschen, die auf dem antarktischen Festland übernachteten. Während der folgenden 12 Tage wurden die weiteren Güter an Land transportiert und zwei vorgefertigte Hütten, die ersten Gebäude in der Antarktis, errichtet. Die eine diente als Unterkunft für die Landungsmannschaft, in der zweiten wurden Versorgungsgüter und Ausrüstungsgegenstände deponiert. Aus den Latten der Transportkisten zimmerten einige Expeditionsteilnehmer einen Unterstand für geomagnetische Vermessungsarbeiten sowie Hundehütten zur Unterbringung der Huskies.
Das Winterquartier bot gerade genug Platz für zehn Männer. Bernacchi beschrieb die Hütte mit einer Größe von „15 × 15 Fuß, mit Seilen im felsigen Ufer verankert.“ Im Innern waren zwei Nebenräume von einem Hauptraum abgeteilt. Der eine diente als Dunkelkammer, der zweite wurde für Tierpräparationen genutzt. Den Hauptraum erhellten doppelt verglaste Seitenfenster und ein weiteres Fenster in der Dachschräge. Die Schlafkojen wurden entlang der Hüttenwände aufgestellt. Die Mitte des Hauptraumes bot Platz für den Herd und den Esstisch.
Am 2. März wurde die Errichtung des Basislagers, das nach dem Geburtsnamen der Mutter Borchgrevinks Camp Ridley getauft wurde, mit dem Hissen des Union Jack abgeschlossen. Noch am selben Tag verließ die Southern Cross Kap Adare zur Überwinterung in Australien. In den wenigen Wochen bis zum Einsetzen des Winters wurden erste Testschlittenfahrten auf dem Meereis in der Nähe der Robertson-Bucht unternommen, um die Küstenlinie zu vermessen, verschiedene Vögel und Fische für die biologische Sammlung zu fangen sowie Robben und Pinguine als Nahrungs- und Brennstoffvorrat zu schlachten.

### Überwinterung

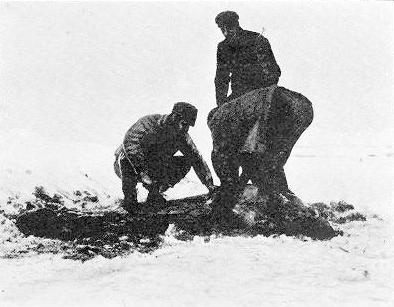
Colbeck, Bernacchi und Evans beim Häuten einer Robbe

Ab Mitte Mai 1899 wurde das Wetter erheblich schlechter. Stürme und sinkende Temperaturen hielten die Expeditionsteilnehmer immer öfter in ihrem engen Winterquartier gefangen. Dies schlug sich auf die Moral nieder. Langeweile und gestiegene Reizbarkeit machten sich unter den Männern breit. In dieser Zeit der Anspannung waren die Qualitäten Borchgrevinks als Leiter der Expedition mehr denn je gefordert. Bernacchi schreibt jedoch, dass Borchgrevink „in vielerlei Hinsicht…kein guter Führer“ war. Der bekannte Historiker und Polarforscher Ranulph Fiennes berichtet, dass in einem solchen „Zustand demokratischer Anarchie“ mangelnde Hygiene, Unordnung und Antriebslosigkeit an der Tagesordnung sind.
Borchgrevink war kein ausgewiesener Wissenschaftler und seine fehlende Kenntnis im Umgang mit Messgeräten sowie die damit verbundene Unfähigkeit, einfachste Untersuchungen durchzuführen, ließen sein Ansehen unter den anderen Expeditionsteilnehmern schwinden. Dennoch wurde ein wissenschaftliches Arbeitsprogramm absolviert und wenn es das Wetter zuließ, verschafften sich die Männer Bewegung außerhalb der Hütte. Eine besondere Abwechslung war die von Savio in den Schneewehen an der Hütte improvisierte Sauna. Unterhaltung boten gesellige Abende mit Vorlesungen, Gesangsrunden oder einer Lichtbildschau. Zu einer Beinahekatastrophe kam es, als eine brennende Kerze in einer der Kojen die Hütte in Brand setzte und für erheblichen Schaden sorgte. Ein anderes Mal entgingen drei Männer durch unsachgemäßen Betrieb des Kohleofens nur knapp einer tödlichen Rauchgasvergiftung während sie schliefen.
Die Versorgung der Mannschaft mit Grundnahrungsmitteln war sehr gut. Auch bei Kaffee, Tee, Butter, Fischkonserven, verschiedenen Käsesorten, Suppen, Kutteln, Plumpudding, Kartoffeln und Gemüse herrschte kein Mangel. Dennoch gab es Beschwerden der Männer bezüglich einiger Versorgungsgüter. Colbeck beklagte sich darüber, dass das „gesamte Dosenobst, das eigentlich für die Landungsmannschaft eingeplant war, […] entweder an Bord der Southern Cross verblieben oder bereits von der Schiffsmannschaft verzehrt worden [ist].“ Auch beim Tabak herrschte Knappheit. Obwohl rund eine halbe Tonne Tabak eingekauft worden war, stand der Landungsmannschaft nur eine geringe Menge Kautabak zur Verfügung.
Im Verlauf des Winters erkrankte Nicolai Hanson vermutlich an feuchter Beriberi, verstärkt durch eine Darminfektion. An dieser verstarb er am 14. Oktober 1899 und wurde so der erste Mensch, den man in der Antarktis bestattete. Sein Grab wurde oberhalb des Kap Adare mit Dynamit in den Fels hineingesprengt. Bei Bernacchi findet sich zu diesem Ereignis der Eintrag: „Dort, inmitten tiefer Stille und Frieden, stört nichts den ewigen Schlaf außer das Geschreih der Seevögel.“ Hanson hinterließ seine Frau und ein Neugeborenes, das zur Welt kam, kurz nachdem er zur Expedition aufgebrochen war.
Mit Beginn des antarktischen Frühlings bereitete sich die Mannschaft auf die anspruchsvollen Fahrten mit den Hundeschlitten in das Innere des antarktischen Kontinents bevor. Der Weg dorthin wurde ihnen jedoch durch unüberwindliche Gebirgszüge in der Umgebung des Winterlagers abgeschnitten. Märsche entlang der Küstenlinie wurden aufgrund unsicherer Eisverhältnisse zu einem gefahrvollen Unterfangen. Diese Begleitumstände engten den Bewegungsradius für Erkundungstouren erheblich ein, so dass sich diese schlussendlich auf die Umgebung der Robertson-Bucht westlich des Kap Adare beschränkten. Dabei wurde eine kleine Insel entdeckt, welche seither den Namen Herzog-von-York-Insel trägt. Einige Jahre später wurde diese Entdeckung von Teilnehmern der Discovery-Expedition in Zweifel gezogen mit dem spöttischen Hinweis, dass diese Insel überhaupt nicht existiere. In späteren Jahren wurde die Existenz der Insel zweifelsfrei bestätigt und bei 71° 38′ S, 170° 4′ O lokalisiert.

### Erkundung der Rossmeer-Region

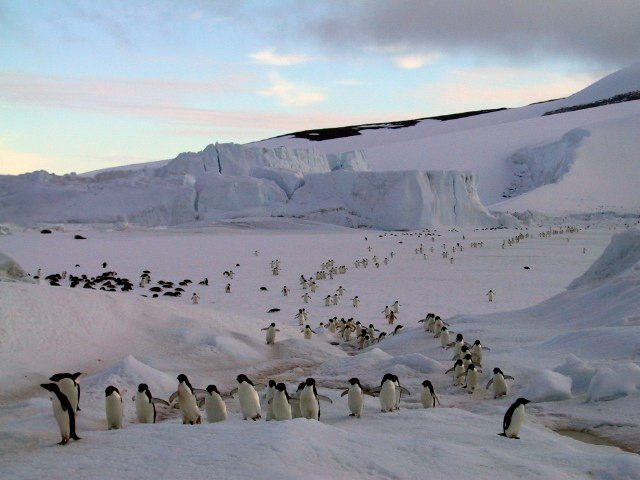
Kap Crozier am Ostende der Ross-Insel

Die Southern Cross kehrte am 28. Januar 1900 von Australien an das Kap Adare zurück, um die Landungsmannschaft wieder aufzunehmen. Den späteren Schilderungen eines Erkundungsteams der Discovery-Expedition folgend geschah der Rückzug von Camp Ridley am 2. Februar 1900 offenbar ungeordnet und in großer Eile. In Edward Wilsons Tagebuch vom 9. Januar 1902 findet sich der Eintrag: „…überall lag der Müll herum, Berge von Versorgungskisten, toten Vögeln, Robben, Hunden, Geschirren […] und weiß der Himmel, was sonst noch.“
Statt auf direktem Weg nach Australien zurückzukehren, ließ Borchgrevink das Expeditionsschiff einen südlichen Kurs in das Rossmeer nehmen. Erster Zwischenhafen war Possession Island (72° 0′ S, 171° 10′ O), auf der die Blechdose wiedergefunden wurde, die Borchgrevink dort bei der ersten Anlandung 1895 hinterlegt hatte. Anschließend fuhr das Schiff an der Küste von Viktorialand entlang. Dabei wurden weitere Inseln entdeckt, von denen Borchgrevink eine, ungeachtet dessen feindseliger Haltung gegenüber seiner Person, nach Sir Clements Markham benannte (Markham Island; 74° 36′ S, 164° 55′ O). Nachdem die Southern Cross nunmehr einen östlichen Kurs aufnahm, fuhr sie an der Küste der Ross-Insel entlang bis zum Kap Crozier am Fuß des Vulkans Mount Terror. Dort entkamen Borchgrevink und Kapitän Jensen nur knapp dem Tod, als beide von einer Flutwelle erfasst wurden, die durch das Kalben großer Eismassen vom Rand des angrenzenden Ross-Schelfeises entstanden war.
Der Route von James Clark Ross sechzig Jahre zuvor folgend drang das Expeditionsschiff entlang der Eisbarriere weiter nach Osten vor, um die Bucht zu finden, in der Ross am 2. Februar 1843 mit den Schiffen Erebus und Terror bei 78° 10 ’S seine höchste südliche Breite erreicht hatte. Eine Positionsbestimmung ergab, dass die Schelfeiskante seit damals etwa um 48 km nach Süden zurückgewichen war, womit der alte Südrekord bereits übertroffen wurde. Dennoch wollte Borchgrevink zusätzlich die Oberfläche der Schelfeisplatte erkunden. Zusammen mit Colbeck und Savio unternahm er eine Schlittenexkursion, auf der die drei Männer am 16. Februar 1900 bis zu einer südlichen Breite von 78° 50’ S vordrangen. Zu dieser Pioniertat notierte Roald Amundsen: „Durch das Betreten der Eisbarriere hat Borchgrevink den Weg nach Süden geebnet und dabei die größten Hindernisse für zukünftige Expeditionen aus dem Weg geräumt.“ Zehn Jahre später errichtete Amundsen unweit dieser Position das Camp Framheim, das als Basislager für seinen erfolgreichen Angriff auf den geographischen Südpol diente. Auf dem Weg nach Norden machte die Southern Cross Zwischenstation an der Franklin-Insel unweit zur Küste von Viktorialand. Dort ergaben geomagnetische Untersuchungen, dass sich der antarktische magnetische Pol im Landesinneren von Viktorialand befindet, jedoch weiter in nordwestlicher Richtung als zuvor angenommen wurde. Danach begab sich das Expeditionsschiff auf Heimatkurs. Der südliche Polarkreis wurde am 28. Februar 1900 überschritten und am 1. April wurde im neuseeländischen Hafen Bluff ein Telegramm über die wohlbehaltene Rückkehr der Expeditionsteilnehmer abgesetzt.

## Nachwirkungen

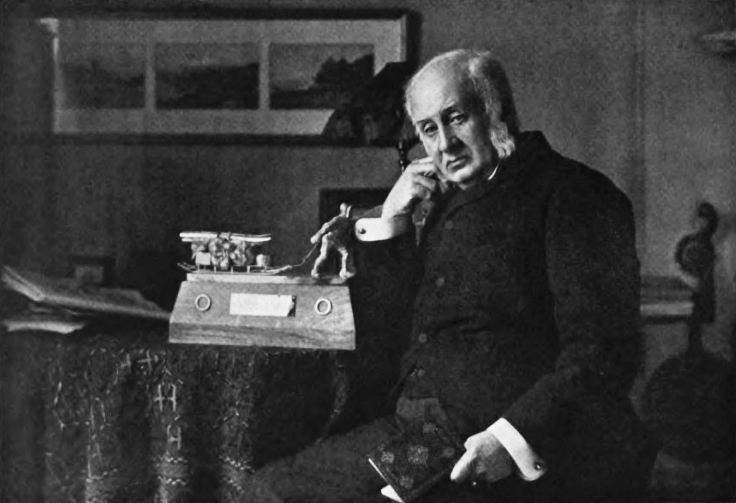
Sir Clements Markham, Präsident der Royal Geographical Society und Gegner Borchgrevinks

Die Southern Cross kehrte im Juni 1900 nach England zurück, wo den Expeditionsteilnehmern ein kühler Empfang bereitet wurde. Mitglieder der Royal Geographical Society waren noch immer verärgert über Borchgrevinks gelungene Bemühung um finanzielle Unterstützung seiner Expedition durch George Newnes. Ferner galt nahezu die gesamte Aufmerksamkeit in der wissenschaftlichen Öffentlichkeit der anstehenden Discovery-Expedition unter Robert Falcon Scott. Trotzig erklärte Borchgrevink seine Expedition als großen Erfolg. So schrieb er: „Die Antarktis könnte zu einem weiteren [sic!] Klondyke werden angesichts der Vorkommen von Fischen, Robben und mineralischen Erzen.“ Er hatte bewiesen, dass eine Überwinterung in der Antarktis möglich ist und zudem eine Reihe geographischer Entdeckungen gemacht. Zu diesen Entdeckungen zählen die Inseln der Robertson-Bucht und im Rossmeer sowie die ersten Anlandungen auf der Ross-Insel, Franklin-Insel, der Coulman-Insel und dem Ross-Schelfeis. Die Erkundung der Küste von Viktorialand ergab „wichtige geographische Entdeckung[en] […] des Southern-Cross-Fjords und des hervorragenden Lagerplatzes am Fuß von Mount Melbourne.“ Die größte Errungenschaft der Expedition war laut Borchgrevink die Vermessung der Ost-West-Ausdehnung des Ross-Schelfeises und die Reise zum „südlichste[n] Punkt [der Erde], den je ein Mensch erreicht hat.“
Borchgrevink veröffentlichte die Erlebnisse und Entdeckungen seiner Expedition 1901 im Buch First on the Antarctic Continent. Die englischsprachige Ausgabe, in vielen Passagen durch Newnes’ Lektoren überarbeitet, wurde für ihren reißerischen Stil und ihren großspurigen Grundton kritisiert. Borchgrevink wurde vorgehalten, er sei „weder für seine Zurückhaltung noch für sein Taktgefühl bekannt.“ Seine Vortragsreise durch England und Schottland fand kaum Beachtung.
Hugh Robert Mill merkte an, dass die wissenschaftlichen Erkenntnisse der Expedition nicht so weitreichend wie erhofft waren, auch weil ein großer Teil der Arbeiten Nicolai Hansons auf unerklärliche Weise verschwanden. Mill bezeichnete die Reise daher sinngemäß als „interessante wissenschaftliche Spritztour.“ Meteorologische und geomagnetische Untersuchungen in Viktorialand wurden über ein volles Jahr durchgeführt und dabei der Ort des antarktischen magnetischen Südpols lokalisiert (wenn auch nicht erkundet). Ferner wurden Proben zu Fauna, Flora und Geologie des antarktischen Festlandes gesammelt. Borchgrevink beanspruchte für sich die Entdeckung neuer Insektenarten und solcher der Flachwasserfauna, welche die biologische Konvergenz in der Entwicklung von niederen Spezies in Arktis und Antarktis bewiesen.
Die geographischen Gesellschaften sowohl in England als auch darüber hinaus taten sich schwer mit der Anerkennung von Borchgrevinks Errungenschaften. Die Royal Geographical Society ernannte ihn trotz aller Vorbehalte zum Fellow. Weitere Auszeichnungen folgten schließlich aus Norwegen, Dänemark und den Vereinigten Staaten. Clements Markham blieb bei seiner ablehnenden Haltung zu Borchgrevink und bezeichnete ihn als durchtrieben und prinzipienlos. Roald Amundsen war die einzige namhafte Persönlichkeit, die lobende Worte für ihn fand. Scotts Biograph David Crane stellt die Vermutung auf, dass man über Borchgrevink anders geurteilt hätte, wenn er Offizier der Royal Navy gewesen wäre, „doch einen norwegischen Seemann und Schulleiter hat man schlichtweg nicht ernstgenommen.“ Eine späte Anerkennung durch die Royal Geographical Society erfuhr Borchgrevink erst 1930, als sie ihm die goldene Patronatsmedaille mit den Worten überreichte, dass „den Pioniertaten der Southern-Cross-Expedition in jener Zeit Unrecht widerfahren ist“ und dass die Schwierigkeiten, die bei diesen Leistungen überwunden werden mussten, unterschätzt wurden.

## Zitierte Literatur
- Amundsen, Roald: To the South Pole Vol. I. John Murray, London 1912 (digitalisierte Version im Internet Archive).
- Bernacchi, Louis: To the South Polar regions. Hurst & Blackett, London 1901 (digitalisierte Version im Internet Archive).
- Bertrand, Kenneth J. und Alberts, Fred G.: Geographic Names of Antarctica, U.S. Govt. Print. Off., Washington D.C. 1956 (digitalisierte Version im Internet Archive).
- Borchgrevink, Carsten E.: First on the Antarctic continent. George Newnes, London 1901 (digitalisierte Version im Internet Archive).
- Borchgrevink, Carsten E.: Nærmest sydpolen aaret 1900. Nordisk Forlag, Oslo 1903 (digitalisierte Version im Internet Archive).
- Crane, David: Scott of the Antarctic. Harper Collins, London 2005, ISBN 0-00-715068-7.
- Fiennes, Ranulph: Captain Scott. Hodder & Stoughton, London 2003, ISBN 0-340-82697-5.
- Huxley, Elspeth: Scott of the Antarctic. Weidenfeld & Nicolson, London 1977, ISBN 0-297-77433-6.
- Jones, Max: The Last Great Quest. Oxford University Press, Oxford 2003, ISBN 0-19-280483-9.
- Markham, Clements: The Lands of Silence. University Press, Cambridge 1921 (digitalisierte Version im Internet Archive).
- Mill, Hugh Robert: The siege of the South pole., Alston Rivers, London 1905 (digitalisierte Version im Internet Archive).
- Preston, Diana: A First Rate Tragedy. Constable & Co., London 1997, ISBN 0-09-479530-4 (eingeschränkter Zugriff über Google Bücher).
- Wilson, Edward A.: Diary of the Discovery Expedition. Blandford Press, London 1973, ISBN 0-7137-0431-4.